# 제이크 매클로플린
제이크 매클로플린(Jake McLaughlin, 1982년 10월 7일 ~ )은 미국의 배우, 전직 군인이다.

## 출연 작품

### 영화
- 엘라의 계곡 (2007)
- 클로버필드 (2008)
- 지구가 멈추는 날 (2008)
- 슈퍼 에이트 (2011)
- 워리어 (2011) - 마크 브래드퍼드 역
- 세이프 하우스 (2012) - 밀러 역
- 파괴자들 (2012)
- Forever (2013) - 톰 역
- Black Dog, Red Dog (2015) - 폴 역
- Another Time (2018)

### 드라마
- 더 유닛 (2007)
- CSI: 과학수사대 (2007)
- CSI: 마이애미 (2008)
- 레버리지 (2008)
- 크리미널 마인드 (2008)
- 히어로즈 (2008)
- 콜드 케이스 (2009)
- NCIS: 로스앤젤레스 (2010)
- 그레이 아나토미 (2010)
- 멘탈리스트 (2011)
- 인 플레인 사이트 (2011)
- 빌리브 (2014) - 테이트 역
- 스콜피언 (2014)
- 콴티코 (2015-18)
- 블랙 버드 (2022)